# Helvetiosoma alemannicum
Helvetiosoma alemannicum är en mångfotingart som beskrevs av Karl Wilhelm Verhoeff 1911. Helvetiosoma alemannicum ingår i släktet Helvetiosoma och familjen knöldubbelfotingar. Utöver nominatformen finns också underarten H. a. deflexa.